# Episodi di Tenebre e ossa (seconda stagione)
La seconda stagione della serie televisiva Tenebre e ossa, composta da otto episodi, è stata distribuita sulla piattaforma di streaming Netflix il 16 marzo 2023.
| nº | Titolo originale                | Titolo italiano                     | Pubblicazione |
| -- | ------------------------------- | ----------------------------------- | ------------- |
| 1  | No Shelter But Me               | Non avrai altro rifugio che me      | 16 marzo 2023 |
| 2  | Rusalye                         | Rusalye                             | 16 marzo 2023 |
| 3  | Like Calls to Like              | Dal simile al simile                | 16 marzo 2023 |
| 4  | Every Monstrous Thing           | Cose mostruose                      | 16 marzo 2023 |
| 5  | Yuyeh Sesh (Despise Your Heart) | Yuyeh sesh (Disprezza il tuo cuore) | 16 marzo 2023 |
| 6  | Ni Weh Sesh (I Have No Heart)   | Ni weh sesh (Io non ho cuore)       | 16 marzo 2023 |
| 7  | Meet You in the Meadow          | Ci vediamo al prato                 | 16 marzo 2023 |
| 8  | No Funerals                     | Nessun funerale                     | 16 marzo 2023 |

## Non avrai altro rifugio che me
- Titolo originale: No Shelter But Me
- Diretto da: Bola Ogun
- Scritto da: Eric Heisserer

### Trama
In seguito agli eventi di Ravka Ovest, viene posta una taglia su Kirigan e Alina, accusati di aver espanso la Faglia d'ombra. Alina è perseguitata dalle visioni di Kirigan ma rifiuta le sue aperture. Alina e Mal si rifugiano in una città portuale, eludendo i soldati del Primo Esercito che cercano di arrestarli con l'aiuto dei mercanti di Novyi Zem e degli operai Tamar Kir-Bataar e Tolya Yul-Bataar. Nel frattempo, a Ketterdam i Corvi Kaz e Jesper vengono arrestati dopo essere stati incastrati da Pekka Rollins per l'omicidio di Tante Heleen. Vengono liberati dal corsaro Sturmhond, anche lui alla ricerca di Alina. Kaz e Jesper fuggono da Sturmhond e si riuniscono con Inej, Nina e Wylan. Kaz accetta di aiutare Nina a infiltrarsi nell'Antro dell'Inferno, la prigione dove è tenuto Mathias, in cambio dei suoi poteri di Spaccacuori. In cerca di vendetta contro Pekka, Kaz fa saltare in aria la sala da gioco Kaelish Prince, che in precedenza era stata il Club dei Corvi. Alina e Mal scoprono il loro Capitano Sturmhond, che è interessato ai poteri di evoca luce di Alina. Nel frattempo, Kirigan salva diversi Grisha, inclusa Genya Safin, dall'essere uccisi dal Primo Esercito. Coglie l'occasione per reclutarli.

## Rusalye
- Titolo originale: Rusalye
- Diretto da: Bola Ogun
- Scritto da: Nick Culbertson

### Trama
Alina convince Sturmhond a sostenere la sua ricerca per distruggere La faglia. Per rafforzare i suoi poteri, convince Sturmhond e il suo equipaggio a prendere parte a una spedizione per rintracciare la Frusta marina (il secondo dei tre amplificatori di Morozova) e sfruttarne i poteri. Durante il viaggio, Alina fa amicizia con i spaccacuori Tolya e Tamar. La spedizione riesce a intrappolare la Frusta marina nella sua tana, ma Alina è costretta a uccidere la creatura dopo che ha ucciso diversi membri dell'equipaggio. Alina assorbe i poteri della creatura e viene quasi sopraffatta ma viene salvata dall'abbraccio di Mal. Questa ondata di potere attira l'attenzione di Kirigan, che lotta con il prezzo imposto dai suoi poteri oscuri. Kirigan promette anche di aiutare Genya a trovare il suo amico David. Nel frattempo, Kaz e i suoi soci, tra cui Jesper, Nina e Wylan, prendono parte a una rapina contro Pekka. Sebbene cadano in una trappola, il gruppo scappa a causa delle azioni di Nina. Dopo aver assicurato il loro oggetto, il gruppo si riunisce a Black Veil. Altrove, Matthias fa amicizia con un altro detenuto Fjerdiano mentre è sotto custodia di Kerch.

## Dal simile al simile
- Titolo originale: Like Calls to Like
- Diretto da: Laura Belsey
- Scritto da: Donna Thorland

### Trama
Alina, ora potenziata sia dal cervo che dalla frusta marina, accompagna Sturmhond e il suo gruppo a viaggiare su una nave volante ed entrano nella Faglia per distruggerla. Alina tenta di bandire la Faglia ma anche i suoi poteri amplificati sono insufficienti. Dopo essere stata attaccata dai Volcra, la nave si schianta sul territorio di Ravkan dove vengono intercettati dai soldati del Primo Esercito. Sturmhond rivela la sua vera identità di Nikolai Lantsov, maggiore del 22º reggimento e secondo figlio del re Pyotr. Nikolai la porta alla Arcolaio, un santuario Grishna dove Alina si riunisce con Nadia e Zoya. Nikolai offre ad Alina l'idea di sposarlo e ponendola sotto la protezione della famiglia reale. Nel frattempo, Jesper e Wylan si infiltrano ad Appelbroek fingendosi riparatori. Inej apprende da Kaz che Pekka ha ucciso suo fratello maggiore, Jordie Rietveld, e i due trovano conforto l'uno nell'altro. Inej sopravvive a un tentativo di omicidio da parte di Mogens. Nel frattempo, il generale Kirigan riprende la caccia ad Alina e taglia il dito di sua madre Baghra, dato che le sue ossa sono amplificatori. David e Genya tentano di lasciare il palazzo di Kirigan e avvertire Alina. Tuttavia, Kirigan usa una delle sue creature ombra per attaccare Genya. Altrove, Matthias evita Nina dopo una rissa in gabbia. Pekka Rollins si offre di liberare Matthias in cambio della cattura di Kaz da parte di Nina.

## Cose mostruose
- Titolo originale: Every Monstrous Thing
- Diretto da: Laura Belsey
- Scritto da: Shelley Meals

### Trama
Nikolai annuncia il suo fidanzamento con Alina, il che provoca tensioni alla corte reale di Ravka. In privato, Alina riafferma il suo amore per Mal. Il fratello di Nikola, Vasily, fa arrestare Mal per diserzione. David raggiunge il palazzo reale ma Alina non si fida di lui e lo fa imprigionare. Durante la cerimonia di fidanzamento, Vasily tenta di rivelare la relazione di Alina con Mal ma l'evento viene interrotto dall'arrivo di Kirigan e delle sue creature ombra, portando a una resa dei conti. Nel frattempo, a Ketterdam, Kaz e i suoi Corvi lanciano il loro piano di vendetta contro Pekka, che prevede l'organizzazione di una finta epidemia nei bar e nei bordelli di proprietà di Pekka. Dopo uno scontro con Pekka, Kaz inganna Pekka facendogli credere di aver rapito suo figlio Alby. In cambio della rivelazione della presunta posizione di Alby, Kaz costringe Pekka a confessare gli omicidi di Tante Heleen e dell'agente Sem e a produrre un atto di dimissione per Inej. Si scopre che Alby è al sicuro e sta bene mentre Pekka viene arrestato per i suoi crimini. Kaz dà l'atto a Inej ma la espelle dai Corvi dopo aver liberato i prigionieri senza il suo consenso. Altrove, Baghra e Genya lavorano insieme per liberarsi dalle loro gabbie alla base di Kirigan.

## Yuyeh sesh (Disprezza il tuo cuore)
- Titolo originale: Yuyeh Sesh (Despise Your Heart)
- Diretto da: Karen Gaviola
- Scritto da: Christina Strain

### Trama
Alina, il principe Nikolai, David, la regina Tatiana e altri sopravvissuti all'attacco di Kirigan al palazzo reale si ritirano nelle grotte vicine. A loro si uniscono Baghra e Genya, che riescono a rintracciarli attraverso il battito del cuore di David. Genya confessa il suo ruolo nel complotto di Kirigan per avvelenare il re Pyotr, ma riesce a convincere Nikolai a non punirla dopo aver ammesso che il defunto re era il suo stupratore. Dopo essere sfuggito all'arresto, Mal si riunisce con Alina e gli altri. Alina usa i suoi poteri per proiettarsi su Kirigan ma non riesce a distruggere il loro collegamento dopo essere stata distratta da Mal. Nel frattempo, i Corvi si recano a Shu Han in missione per ottenere la spada Neshyenyer per combattere Kirigan. Durante la ricerca di indizi sull'enigmatico ladro noto come Il Discepolo, il gruppo irrompe nella casa del ricettatore del Discepolo, Ohval Saran. Tuttavia, i quattro vengono intrappolati da Ohval. Nel frattempo, Pekka arriva all'Altro dell'Inferno dove picchia a morte il compagno di cella di Matthias e diventa il nuovo "top dog" della prigione.

## Ni weh sesh (Io non ho cuore)
- Titolo originale:  Ni Weh Sesh (I Have No Heart)
- Diretto da: Karen Gaviola
- Scritto da: Daegan Fryklind

### Trama
Determinati a distruggere Kirigan, Alina, Baghra e Mal si recano al laboratorio di Morozova, in cerca di indizi per trovare l'Uccello di fuoco (l'ultimo dei tre amplificatori). Baghra rivela di essere la figlia di Morozova ma è stata bandita dopo aver ucciso accidentalmente sua sorella con un taglio d'oscurità. Alina e Mal hanno appreso che Baghra ha resuscitato sua sorella come Amplificatore con il Merzost. Mal scopre anche di essere il terzo Amplificatore in quanto discendente della sorella di Baghra, una posizione tramandata di generazione in generazione. Nei panni dell'Uccello di fuoco, Mal deve sacrificarsi sulla lama di Alina per distruggere la Faglia. Quando Kirigan riappare come proiezione e attacca Alina, Baghra sacrifica la sua vita per salvare Alina e Mal. Tuttavia, Kirigan viene a sapere dell'identità di Mal come Uccello di fuoco dopo aver trasformato la sua defunta madre in un Amplificatore. Nel frattempo, a Shu Han, i Corvi sperimentano allucinazioni causate dai fiori velenosi di Ohval: Jesper vede la sua defunta madre, Tolya vede una Tamar morente che lo incolpa, e Inej vede Kaz e lei vivere un momento romantico e tenero. Kaz vede il suo defunto fratello, Jordie, affogarlo e criticare le sue scuse e le sue scelte, ma in seguito vede Inej salvarlo. Dopo che i quattro hanno neutralizzato i fiori con le farfalle, affrontano Ohval, che si rivela essere una grisha durast, che riesce a sopraffare il gruppo, comprese le sopraggiunte Zoya e Nina. Kaz riesce a raggiungere il Discepolo, che è l'anziano marito di Ohval. Il Discepolo rivela che Ohval è in realtà Sankta Neyar, la Santa che ha forgiato il Neshyenyer. Tolya riesce a convincere Ohval a dare loro il Neshyenyer per combattere il Kirigan.

## Ci vediamo al prato
- Titolo originale: Meet You in the Meadow
- Diretto da: Mairzee Almas
- Scritto da: Vanya Asher

### Trama
Kirigan tenta di convincere Mal ad abbandonare il suo piano di sacrificarsi come terzo amplificatore. Sebbene Mal rifiuti, scopre che lui e Kirigan sono imparentati. Mal in seguito rivela la sua identità di terzo amplificatore a Nikolai. Con Kirigan e le sue forze che si avvicinano ad Alina, Mal e Nikolai tengono un consiglio di guerra per discutere la loro prossima mossa. Credendo che Kirigan abbia intenzione di attaccare l'orfanotrofio di Keramzin, dividono le loro forze. Mentre Alina e Mal viaggiano nella Faglia, Nikolai usa la sua nave volante per raggiungere Keramzin con i rinforzi. Tuttavia, i Grishna di Kirigan guidati da Fruzsi e Nisho abbatte la nave di Nikolai. Nikolai e i suoi soldati sopravvissuti si ritirano in un forte vicino, che viene avvolto dalla Faglia. Con l'aiuto di Kaz, Jesper e Wylan, le forze di Nikolai tendono un'imboscata e uccidono i seguaci Grisha di Kirigan all'interno del fossato del forte. Entrambe le parti subirono pesanti perdite, incluso il comandante di Nikolai, Dominik. David si sacrifica anche per proteggere Genya da uno dei Nichevo'ya di Kirigan. Nel frattempo, Alina, Mal, Inej, Nina e Zoya navigano verso il cuore della Faglia per distruggerlo. Prima che Alina e Mal possano mettere in atto il loro piano, vengono attaccati da Kirigan, che ferisce Mal. Alina riesce a ferire Kirigan con il Taglio.

## Nessun funerale
- Titolo originale: No Funerals
- Diretto da: Mairzee Almas
- Scritto da: Eric Heisserer e Erin Conley

### Trama
All'interno del forte assediato, Nikolai e Wylan combattono contro un Nichevo'ya, una creatura oscura creata da Kirigan. Mettendo in atto il loro piano, Alina pugnala Mal al cuore, uccidendolo e liberando un'enorme quantità di energia che distrugge completamente la Faglia. Dopo la distruzione della Faglia, Kirigan tenta di trarre vantaggio dal dolore di Alina proponendole una relazione. Alina tuttavia rifiuta le aperture di Kirigan e lo pugnala a morte. Nonostante gli avvertimenti di Bagra, Alina decide di utilizzare Merzost per resuscitare Mal. Dopo aver sconfitto Nichevo'ya, Alina e i suoi alleati bruciano il corpo di Kirigan per impedire ai suoi seguaci di usare il suo corpo come reliquie. Genya piange la morte di David e scopre che aveva intenzione di farle la proposta, con un anello che le aveva fatto. Mal decide di diventare un corsaro e si unisce a Inej, Tamar, Tolya e Nadia sulla loro nave volante. Nina si reca all'Antro dell'Inferno con la grazia reale per Matthias. Con il permesso di Pekka, Matthias prende parte a un combattimento ma si rifiuta di uccidere due lupi a causa delle sue convinzioni sulle drüskelle. Dopo aver resistito, Matthias viene picchiato dalle guardie. Altrove, Kaz informa i suoi compagni Corvi che il loro nuovo lavoro prevede il contrabbando di jurda parem, un farmaco che aumenta i poteri dei Grisha, ma causando in loro una forte dipendenza. Durante la cerimonia di incoronazione di Nikolai e Alina, una Spaccacuori, sotto l'influenza di Jurda Parem, tenta un omicidio. Tuttavia, Alina uccide l'assassino con il Taglio, ma invece di creare una lama di luce ne crea una fatta d'ombra come quelle di Kirigan, conseguenza dell'uso del Merzost da parte di Alina.